# Comuna de Rędziny
Rędziny (polaco: Gmina Rędziny) é uma gminy (comuna) na Polónia, na voivodia de Santa Cruz e no condado de Częstochowski. A sede do condado é a cidade de Rędziny.
De acordo com os censos de 2004, a comuna tem 9647 habitantes, com uma densidade 233,2 hab/km².

## Área
Estende-se por uma área de 41,36 km², incluindo:
- área agricola: 77%
- área florestal: 2%

## Demografia
Dados de 30 de Junho 2004:
|                      | Total   | Total | Mulheres | Mulheres | Homens  | Homens |
| -------------------- | ------- | ----- | -------- | -------- | ------- | ------ |
|                      | pessoas | %     | pessoas  | %        | pessoas | %      |
| População            | 9647    | 100   | 4944     | 51,2     | 4703    | 48,8   |
| Densidade (pop./km²) | 233,2   | 100   | 119,5    | 119,5    | 113,7   | 113,7  |

De acordo com dados de 2002, o rendimento médio per capita ascendia a 1482,13 zł.

## Comunas vizinhas
- Częstochowa, Kłomnice, Mstów, Mykanów